# Wspaniałe stulecie
Wspaniałe stulecie (tur. Muhteşem Yüzyıl) – turecki serial telewizyjny, produkowany w latach 2011–2014, początkowo przez kanał Show TV, a od 2012 do 2014 przez Star TV. Ostatni odcinek wyemitowano 11 czerwca 2014.
W Polsce serial premierowo był emitowany w TVP1 od 6 października 2014 do 12 kwietnia 2016. Powtórkowo emitowany również na kanałach TVP Seriale, TVP Historia i TVP HD. 19 kwietnia 2022 roku w TVP1 rozpoczęła się ponowna emisja serialu.
Od 13 do 22 kwietnia 2016 TVP1 emitowała 8-odcinkowy serial dokumentalny, pokazujący kulisy powstania serialu, zatytułowany Wspaniałe stulecie – Tajemniczy świat.
12 listopada 2015 na antenie stacji Star TV, zadebiutowała kontynuacja serialu, zatytułowana Wspaniałe stulecie: Sułtanka Kösem, opowiadająca o dziejach sułtanki Kösem. Stacja TVP1 potwierdziła, iż wyemituje kontynuację Wspaniałego stulecia, a jej emisja rozpoczęła się 25 kwietnia 2016.
Popularność Wspaniałego stulecia w Polsce sprawiła, że w ramówkach polskich stacji telewizyjnych pojawiło się więcej produkcji tureckich, m.in. Tysiąc i jedna noc, Imperium miłości, Sezon na miłość, Rozdarte serca, Tylko z tobą.

## Fabuła
Serial przedstawia obrazy z życia dworu osmańskiego, w okresie panowania sułtana Sulejmana Wspaniałego (najdłużej panującego sułtana osmańskiego). Jednym z głównych wątków w filmie jest miłość sułtana do Roksolany (Aleksandry) (Hürrem). W serialu zostają pokazane podboje terytorialne Sulejmana, intrygi jego konkubiny sułtanki Mahidevran przeciwko Hürrem, miłość siostry sułtana - Hatice do późniejszego wielkiego wezyra - Ibrahima Paszy.

## Obsada
| Aktor                   | Rola                       | Opis roli                                                                                           | Serie         |
| ----------------------- | -------------------------- | --------------------------------------------------------------------------------------------------- | ------------- |
| Halit Ergenç            | Sułtan Sulejman Wspaniały  | Dziesiąty sułtan Imperium Osmańskiego                                                               | 1–4           |
| Meryem Uzerli           | Sułtanka Hürrem            | Prawowita żona sułtana Sulejmana i matka jego pięciorga dzieci                                      | 1–3           |
| Vahide Perçin           | Sułtanka Hürrem            | Prawowita żona sułtana Sulejmana i matka jego pięciorga dzieci                                      | 3–4           |
| Nur Fettahoğlu          | Sułtanka Mahidevran        | Konkubina sułtana Sulejmana, matka księcia Mustafy                                                  | 1–4           |
| Nebahat Çehre           | Sułtanka Ayşe Hafsa        | Sułtanka Valide, matka sułtana Sulejmana                                                            | 1–2           |
| Okan Yalabık            | Pargalı İbrahim Pasza      | Przyjaciel sułtana Sulejmana, wielki wezyr Imperium Osmańskiego, mąż sułtanki Hatice                | 1–3, 4 (głos) |
| Selma Ergeç             | Sułtanka Hatice            | Siostra sułtana Sulejmana, żona İbrahima Paszy                                                      | 1–3           |
| Yusuf Berkan Demirbağ   | Książę Mustafa             | Najstarszy syn sułtana Sulejmana, jedyny syn sułtanki Mahidevran                                    | 1–4           |
| Tunç Oral               | Książę Mustafa             | Najstarszy syn sułtana Sulejmana, jedyny syn sułtanki Mahidevran                                    | 1–4           |
| Mehmet Günsür           | Książę Mustafa             | Najstarszy syn sułtana Sulejmana, jedyny syn sułtanki Mahidevran                                    | 1–4           |
| Arda Aranat             | Książę Mehmed              | Pierwsze dziecko sułtana Sulejmana i sułtanki Hürrem                                                | 1–3           |
| Gürbey İleri            | Książę Mehmed              | Pierwsze dziecko sułtana Sulejmana i sułtanki Hürrem                                                | 1–3           |
| Ayda Acar               | Sułtanka Mihrimah          | Jedyna córka sułtana Sulejmana i sułtanki Hürrem                                                    | 1–4           |
| Melis Mutluç            | Sułtanka Mihrimah          | Jedyna córka sułtana Sulejmana i sułtanki Hürrem                                                    | 1–4           |
| Pelin Karahan           | Sułtanka Mihrimah          | Jedyna córka sułtana Sulejmana i sułtanki Hürrem                                                    | 1–4           |
| Ozan Güven              | Rüstem Pasza               | Mąż sułtanki Mihrimah, wielki wezyr Imperium Osmańskiego po Lütfi Paszy                             | 3–4           |
| Yiğit Üst               | Książę Selim               | Trzecie dziecko sułtana Sulejmana i sułtanki Hürrem, późniejszy sułtan                              | 1–4           |
| Engin Öztürk            | Książę Selim               | Trzecie dziecko sułtana Sulejmana i sułtanki Hürrem, późniejszy sułtan                              | 1–4           |
| Merve Boluğur           | Sułtanka Nurbanu           | Żona księcia Selima                                                                                 | 4             |
| Özgür Ege Nalcı         | Książę Bajazyd             | Czwarte dziecko sułtana Sulejmana i sułtanki Hürrem                                                 | 2–4           |
| Erhan Can Kartal        | Książę Bajazyd             | Czwarte dziecko sułtana Sulejmana i sułtanki Hürrem                                                 | 2–4           |
| Aras Bulut İynemli      | Książę Bajazyd             | Czwarte dziecko sułtana Sulejmana i sułtanki Hürrem                                                 | 2–4           |
| Aybars Kartal Özson     | Książę Cihangir            | Piąte i ostatnie dziecko sułtana Sulejmana i sułtanki Hürrem                                        | 2–4           |
| Tolga Sarıtaş           | Książę Cihangir            | Piąte i ostatnie dziecko sułtana Sulejmana i sułtanki Hürrem                                        | 2–4           |
| Pınar Çağlar Gençtürk   | Sułtanka Beyhan            | Siostra sułtana Sulejmana, żona Ferhada Paszy                                                       | 1–3           |
| Arif Erkin Güzelbeyoğlu | Piri Mehmed Pasza          | Wielki wezyr Imperium Osmańskiego przed Ibrahimem Paszą                                             | 1             |
| Fehmi Karaarslan        | Ayas Pasza                 | Wielki wezyr Imperium Osmańskiego po Ibrahimie Paszy                                                | 1–3           |
| Gökhan Çelebi           | Ferhad Pasza               | Mąż sułtanki Beyhan                                                                                 | 1             |
| Kıvanç Kılınç           | Ferhad Pasza               | Mąż sułtanki Beyhan                                                                                 | 1             |
| Fatih Al                | Matrakçı Nasuh             | Matematyk, historyk, geograf, miniaturzysta i wynalazca, przyjaciel Ibrahima Paszy                  | 1–4           |
| Sema Keçik              | Daye Hatun                 | Skarbniczka haremu, służąca sułtanki matki                                                          | 1–2           |
| Selen Öztürk            | Gülfem Hatun               | Konkubina sułtana Sulejmana, przyjaciółka Hatice                                                    | 1–4           |
| Selim Bayraktar         | Sümbül Ağa                 | Eunuch haremowy                                                                                     | 1–4           |
| Filiz Ahmet             | Nigar Kalfa                | Zarządczyni w haremie, kochanka Ibrahima Paszy, matka Esmanur                                       | 1–3           |
| Yüksel Ünal             | Şeker Ağa                  | Szef pałacowej kuchni                                                                               | 1–3           |
| Nihan Büyükağaç         | Gülşah Hatun               | Służąca sułtanki Mahidevran, a później sułtanki Hürrem                                              | 1–3           |
| Saadet Aksoy            | Sadıka Hatun               | Szpieg w haremie, wróg sułtana Sulejmana                                                            | 1             |
| Burcu Tuna              | Gülnihal Hatun             | Przyjaciółka Hürrem i jej służąca                                                                   | 1             |
| Seçkin Özdemir          | Leon                       | Dawny narzeczony Hürrem                                                                             | 1             |
| Mina Tuana Güneş        | Sułtanka Huricihan         | Córka sułtanki Hatice i Ibrahima Paszy, żona Bajazyda                                               | 2–4           |
| Helin Melike Çal        | Sułtanka Huricihan         | Córka sułtanki Hatice i Ibrahima Paszy, żona Bajazyda                                               | 2–4           |
| Burcu Özberk            | Sułtanka Huricihan         | Córka sułtanki Hatice i Ibrahima Paszy, żona Bajazyda                                               | 2–4           |
| Efe Mehmet Güneş        | Sultanzade Osman           | Syn sułtanki Hatice i Ibrahima Paszy                                                                | 2–3           |
| Emircan Çal             | Sultanzade Osman           | Syn sułtanki Hatice i Ibrahima Paszy                                                                | 2–3           |
| Ezgi Eyüboğlu           | Aybige Hatun               | Bratanica sułtanki matki, krymska księżniczka                                                       | 2             |
| Hasan Küçükçetin        | İskender Çelebi            | Osmański „minister” finansów, wróg Ibrahima Paszy                                                   | 2–3           |
| Burak Özçivit           | Malkoçoğlu Balı Bey        | Osmański żołnierz, szambelan sułtana                                                                | 2–3           |
| Gonca Sarıyıldız        | Fatma Hatun                | Faworyta księcia Mustafy, matka księcia Sulejmana                                                   | 2–3           |
| Engin Günaydın          | Gül Ağa                    | Służący sułtanki Hürrem                                                                             | 2             |
| Gamze Dar               | Fidan Hatun                | Służąca sułtanki Hürrem, a później sułtanki Mahidevran                                              | 2–4           |
| Melisa Sözen            | Efsun Hatun                | Faworyta księcia Mustafy                                                                            | 2             |
| Melike İpek Yalova      | Isabella Fortuna           | Kastylijska księżniczka, faworyta Sulejmana                                                         | 2             |
| Müjde Uzman             | Armin Hatun                | Córka żydowskiego kupca, pierwsza miłość Bali Beya i jego żona                                      | 2             |
| Deniz Çakır             | Sułtanka Şah               | Siostra sułtana Sulejmana, żona Lütfi Paszy, matka sułtanki Esmahan                                 | 3             |
| Mehmet Özgür            | Lütfi Pasza                | Mąż sułtanki Şah, ojciec sułtanki Esmahan, wielki wezyr Imperium Osmańskiego po śmierci Ayasa Paszy | 3             |
| Ecem Çalık              | Sułtanka Esmahan           | Córka sułtanki Şah i Lütfi Paszy                                                                    | 3             |
| İbrahim Raci Öksüz      | Süleyman Pasza             | Wielki wezyr Imperium Osmańskiego                                                                   | 3             |
| Tolga Tekin             | Barbaros Hayreddin Pasza   | Admirał Imperium Osmańskiego, przyjaciel Mustafy, ojciec Mihrünnisy                                 | 3–4           |
| Luran Ahmeti            | Divane Hüsrev Pasza        | Jeden z wezyrów, członek Dywanu, trzeci mąż Hatice                                                  | 3             |
| Tuncel Kurtiz           | Ebussuud Efendi            | Sędzia Stambułu, później Şeyhülislam                                                                | 3–4           |
| Serkan Altunorak        | Taşlıcalı Yahya Bey        | Poeta, przyjaciel księcia Mustafy                                                                   | 3–4           |
| Sabina Tozija           | Afife Hatun                | Mamka sułtana Sulejmana, skarbniczka i zarządczyni haremu                                           | 3–4           |
| Burcu Güner             | Fahriye Hatun              | Służąca sułtanki Hürrem                                                                             | 3–4           |
| Serenay Aktaş           | Ayşe Hatun                 | Faworyta księcia Mustafy, matka sułtanki Nergisşah                                                  | 3             |
| Saygın Soysal           | Mercan Ağa                 | Służący sułtanki Şah                                                                                | 3             |
| Elif Atakan             | Rümeysa Hatun              | Faworyta księcia Mustafy                                                                            | 3–4           |
| Tuba Büyüküstün         | Rümeysa Hatun              | Faworyta księcia Mustafy                                                                            | 3–4           |
| İrem Helvacıoğlu        | Nurbahar Hatun             | Faworyta księcia Mehmeda                                                                            | 3             |
| Patrycja Widlak         | Cihan Hatun                | Faworyta księcia Mehmeda                                                                            | 3             |
| Cansu Dere              | Firuze Hatun/Hümeyra Hatun | Perski szpieg podający się za księżniczkę z dynastii Safawidów, faworyta Sulejmana                  | 3             |
| Cemre Ebuzziya          | Helena Hatun               | Wiejska dziewczyna, ukochana księcia Mustafy                                                        | 3             |
| Meltem Cumbul           | Sułtanka Fatma             | Siostra sułtana Sulejmana, żona Mustafy Paszy, a potem Kara Ahmeda Paszy                            | 4             |
| Berrak Tüzünataç        | Sułtanka Mihrünnisa        | Córka Barbarossy, żona księcia Mustafy, matka księcia Mehmeta                                       | 4             |
| Yasemin Allen           | Sułtanka Defne             | Faworyta księcia Bajazyda, matka księcia Mehmeda                                                    | 4             |
| Almeda Abazi            | Nazenin Hatun              | Faworyta sułtana Sulejmana i matka sułtanki Raziye                                                  | 4             |
| Can Abdullahoğlu        | Książę Murad               | Syn księcia Selima i sułtanki Nurbanu, późniejszy sułtan                                            | 4             |
| Serhan Onat             | Książę Murad               | Syn księcia Selima i sułtanki Nurbanu, późniejszy sułtan                                            | 4             |
| Yetkin Dikinciler       | Kara Ahmed Pasza           | Mąż sułtanki Fatmy, wielki wezyr Imperium Osmańskiego po Rüstemie Paszy                             | 4             |
| Yıldırım Fikret Urağ    | Sokollu Mehmed Pasza       | Wielki wezyr Imperium Osmańskiego po Semiz Ali Paszy, mąż sułtanki Esmahan                          | 4             |
| Serdar Orçin            | Sinan Pasza                | Brat Rüstema Paszy, admirał Imperium Osmańskiego                                                    | 4             |
| Macit Koper             | Lala Mustafa Pasza         | Nauczyciel księcia Bajazyda, późniejszy wielki wezyr                                                | 4             |
| Sarp Akkaya             | Tuğrul Bey (Jastrząb)      | Przyjaciel księcia Mustafy, a później księcia Bajazyda                                              | 4             |
| Kaya Akkaya             | Lokman Ağa                 | Służący sułtana                                                                                     | 4             |
| Reyhan Taşören          | Dilşah Hatun               | Faworyta księcia Selima                                                                             | 4             |

## Emisje poza Turcją
Serial był wyświetlany w 54 krajach, ciesząc się wyjątkową popularnością w krajach arabskich i bałkańskich. Poza Turcją jako pierwsza zaprezentowała serial w sierpniu afgańska stacja 1TV. Już w grudniu 2011 pierwsze odcinki serialu zaprezentowała czeska TV Barrandov, a w 2012 stacje telewizyjne w Rosji i na Ukrainie.
Od 6 października 2014 rozpoczęła się emisja w Polsce w TVP1, która zakończyła się w kwietniu 2016. Od 19 kwietnia 2022 roku telewizja TVP1 ponownie emituje odcinki po polsku.  Dialogi na język polski przetłumaczyła Anna Mizrahi, tłumaczka kilku książek tureckiego noblisty Orhana Pamuka. Lektorem serialu był Stanisław Olejniczak.

## Spis serii
| Seria | Odcinki      | Odcinki      | Premierowa emisja | Premierowa emisja | Premierowa emisja   | Premierowa emisja |
| Seria | Turcja       | Polska       | Rozpoczęcie       | Zakończenie       | Rozpoczęcie         | Zakończenie       |
| ----- | ------------ | ------------ | ----------------- | ----------------- | ------------------- | ----------------- |
| 1.    | 1–24 (24)    | 1–48 (48)    | 5 stycznia 2011   | 22 czerwca 2011   | 6 października 2014 | 31 grudnia 2014   |
| 2.    | 25–63 (39)   | 49–127 (79)  | 14 września 2011  | 6 czerwca 2012    | 5 stycznia 2015     | 28 kwietnia 2015  |
| 3.    | 64–103 (40)  | 128–219 (92) | 12 września 2012  | 19 czerwca 2013   | 29 kwietnia 2015    | 20 listopada 2015 |
| 4.    | 104–139 (36) | 220–312 (93) | 13 września 2013  | 11 czerwca 2014   | 23 listopada 2015   | 12 kwietnia 2016  |

## Wspaniałe stulecie – Tajemniczy świat
Po zakończeniu premierowej emisji Wspaniałego stulecia od 13 do 22 kwietnia 2016 stacja TVP1 emitowała serial dokumentalny, przedstawiający kulisy powstania tej produkcji pod tytułem Wspaniałe stulecie – Tajemniczy świat (tur. Muhteşem Yüzyıl Gizli Dünya). Serial, składający się z 8 odcinków, pokazuje jak trwały prace na planie serialu, wywiady z odtwórcami głównych ról jak i ciekawostki z nimi związane. Dialogi na język polski przetłumaczyła Anna Mizrahi, a lektorem dokumentu był Marek Ciunel.
| Odcinek | Tytuł                                        | Premiera w Polsce |
| ------- | -------------------------------------------- | ----------------- |
| 1       | Scenografia, kostiumy, biżuteria             | 13 kwietnia 2016  |
| 2       | Harem                                        | 14 kwietnia 2016  |
| 3       | Bitwa pod Mohaczem i wielkie wyprawy wojenne | 15 kwietnia 2016  |
| 4       | Trudne sceny                                 | 18 kwietnia 2016  |
| 5       | Wielkie przedsięwzięcie                      | 19 kwietnia 2016  |
| 6       | Miłość do tronu. Książęta                    | 20 kwietnia 2016  |
| 7       | Śmiech poza planem                           | 21 kwietnia 2016  |
| 8       | Miłość, która zmieniła bieg historii         | 22 kwietnia 2016  |

## Kontrowersje
Serial wzbudził szereg protestów w Turcji. Liczba skarg na serial skierowana do Najwyższej Rady Radia i Telewizji przekroczyła 70 000. Większość z nich krytykowała przedstawianie w filmie życia prywatnego władcy osmańskiego i jego skłonność do hedonizmu. Premier Turcji Recep Tayyip Erdoğan skrytykował serial, uznając, że przedstawia w złym świetle historię Turcji i jednego z najsłynniejszych jej władców.